# Neolucanus maximus
Neolucanus maximus es una especie de coleóptero de la familia Lucanidae. Presenta las subespecies:
- Neolucanus maximus confucius
- Neolucanus maximus fujitai
- Neolucanus maximus maximus
- Neolucanus maximus vendli

## Distribución geográfica
Habita en Vietnam, Tíbet y Tailandia.